# Presidente de Moldavia
El presidente de la República de Moldavia (en rumano: Președintele Republicii Moldova) es el cargo que ocupa quien ejerce la jefatura de Estado de Moldavia, siendo este elegido cada cuatro años desde 1990. 

## Deberes y funciones
El presidente "representa al Estado" y es "... el garante de la soberanía y la independencia nacionales, así como de la unidad e integridad territorial del Estado"."En esta función, el presidente garantiza la continuidad del Estado moldavo, arbitra y media el funcionamiento normal de las instituciones públicas y defiende el imperio de la ley. Esta función está en consonancia con el juramento solemne del Presidente, prestado en su toma de posesión, de "… dedicar todas mis fuerzas y capacidades personales a la prosperidad de la República de Moldavia, a respetar la Constitución y las leyes del país, a defender la democracia, los derechos humanos y las libertades fundamentales, la soberanía, la independencia, la unidad y la integridad territorial de Moldavia".
Moldavia es una república parlamentaria en la que la mayoría de los poderes del presidente son en la práctica ministeriales, lo que significa que se ejercen según lo estipulado por la Constitución, de acuerdo con la confianza del Parlamento o, por consejo del Gobierno. La presidencia moldava es, por lo tanto, una institución en gran medida ceremonial. Sin embargo, como el presidente representa a Moldavia en el plano internacional, tiene la última palabra en la política exterior del país. Además, el presidente puede influir en la política interna utilizando su estatus para iniciar y participar en el debate público.Quizás lo más importante es que el presidente disfruta de un amplio conjunto de poderes discrecionales que puede utilizar para proteger el orden constitucional establecido.

### Poderes ministeriales
El Presidente, con el fin de mantener la continuidad y estabilidad del proceso democrático, convoca un nuevo Parlamento a más tardar 30 días después de una elección general y nombra un candidato para el cargo de primer ministro después de consultar a los líderes de los diferentes partidos políticos en el Parlamento.Si el Parlamento da su voto de confianza al candidato y a su lista de ministros, el presidente nombra al primer ministro designado resultante como primer ministro y a las demás personas como ministros del Gobierno.En caso de incapacidad del primer ministro, incluso por dimisión o fallecimiento en el cargo, el presidente también debe nombrar a otro ministro del Gobierno como primer ministro interino. El primer ministro interino es responsable de dirigir el Gobierno hasta que se nombre a un nuevo primer ministro o cese la incapacidad del primer ministro en ejercicio.
Aparte de la formación del gobierno, el presidente promulga las leyes aprobadas por el Parlamento. Además, el presidente desempeña otras funciones en materia de relaciones exteriores y de defensa nacional. En materia de relaciones exteriores, el presidente acredita y retira a los embajadores y enviados moldavos en el extranjero, recibe las credenciales de los diplomáticos extranjeros en Moldavia y autoriza la apertura, el cierre o el cambio de rango de las misiones diplomáticas que operan en el extranjero.Como comandante en jefe de las Fuerzas Armadas, el presidente puede ordenar movilizaciones generales o parciales, repeler agresión armada, declarar el estado de guerra y tomar otras medidas adecuadas para salvaguardar la seguridad pública y mantener el orden público. Todas estas funciones se ejercen previo asesoramiento del Gobierno y requieren para su validez el refrendo del primer ministro.

### Poderes discrecionales
El Presidente, a su absoluta discreción, podrá:
1. Convocar sesiones extraordinarias del Parlamento.[16]
2. Presentar legislación al Parlamento.[17][18]
3. Asistir a las sesiones plenarias del Parlamento y dirigirse al Parlamento en cualquier momento sobre cualquier asunto de interés nacional.[19]
4. Disolver el Parlamento y convocar elecciones anticipadas.[20]
5. Negociar y concluir tratados en nombre de la República de Moldavia y presentarlos, de conformidad con la forma y los términos establecidos por la ley, al Parlamento para su ratificación.[21]
6. Otorgar medallas y títulos honoríficos, grados militares supremos y grados diplomáticos.[22]
7. Resolver cuestiones de ciudadanía y conceder asilo político.[23]
8. Nombrar a los servidores públicos que determine la ley.[24]
9. Conceder indultos individuales.[25]
10. Solicitamos a los ciudadanos moldavos que expresen su voluntad mediante un referéndum sobre asuntos de interés nacional.[26]
11. Conferir grados superiores de calificación a los funcionarios que ocupen cargos en los órganos de persecución penal, tribunales de justicia y a otras categorías de servidores públicos, conforme a la ley.[27]
12. Suspender las ordenanzas y reglamentos gubernamentales que sean contrarios a la legislación primaria promulgada por el Parlamento, a menos y hasta que el Tribunal Constitucional se pronuncie sobre su legalidad.[28]
13. Presentar al Parlamento, para su reconsideración, cualquier ley que el presidente objete, dentro de las dos semanas siguientes a su aprobación. En caso de que el Parlamento respete la decisión adoptada anteriormente, el presidente deberá promulgar la ley.[29]
14. Nombra a los jueces a propuesta del Consejo Superior de la Magistratura.[30]
15. Establecer, organizar y nombrar una Administración Presidencial. La Administración Presidencial es un conjunto de organismos estatales que rinden cuentas al Presidente y sirven como personal de apoyo del Presidente. El Secretario General de la Administración Presidencial sirve de enlace entre el presidente y el Gobierno y administra los diversos organismos presidenciales sujetos a la dirección y supervisión del Presidente. Uno de esos organismos estatales, el Consejo Supremo de Seguridad, consulta al Presidente sobre política exterior.[31]
16. Ejercer otros poderes discrecionales que establezca la ley.[32]

## Elección
El presidente es elegido mediante un sistema de elección directa, con una segunda vuelta entre los dos candidatos que obtengan la mayoría en la primera vuelta. Este sistema se puso en marcha cuando se aprobó la Constitución de Moldavia en 1994.
En 2000, se modificó la Constitución para cambiar el proceso a una elección indirecta por parte del Parlamento, con una mayoría cualificada de 61 votos. El 4 de marzo de 2016, el Tribunal Constitucional dictaminó que la enmienda era inconstitucionaly el país volvió a elegir al presidente mediante voto popular. 
El mandato presidencial dura cuatro años y los presidentes están limitados a dos mandatos consecutivos. Antes de las reformas del 2000, el mandato presidencial duraba cinco años.
Según el artículo 78 de la Constitución, los candidatos deben ser ciudadanos de Moldavia con derecho a voto y mayores de 40 años que hayan vivido o hayan vivido permanentemente en Moldavia durante no menos de 10 años y hablen el idioma oficial del Estado.

## Lista de presidentes de Moldavia
| Nombre | Nombre                  | Foto | Fecha de entrada         | Fecha de salida          |
| ------ | ----------------------- | ---- | ------------------------ | ------------------------ |
| 1      | Mircea Snegur           |      | 1 de septiembre de 1990  | 15 de enero de 1997      |
| 2      | Petru Lucinschi         |      | 15 de enero de 1997      | 7 de abril de 2001       |
| 3      | Vladímir Voronin        |      | 7 de abril de 2001       | 11 de septiembre de 2009 |
|        | Mihai Ghimpu (interino) |      | 11 de septiembre de 2009 | 28 de diciembre de 2010  |
|        | Vlad Filat (interino)   |      | 28 de diciembre de 2010  | 30 de diciembre de 2010  |
|        | Marian Lupu (interino)  |      | 30 de diciembre de 2010  | 23 de marzo de 2012      |
| 4      | Nicolae Timofti         |      | 23 de marzo de 2012      | 23 de diciembre de 2016  |
| 5      | Igor Dodon              |      | 23 de diciembre de 2016  | 24 de diciembre de 2020  |
| 6      | Maia Sandu              |      | 24 de diciembre de 2020  | Presente                 |

## Residencia

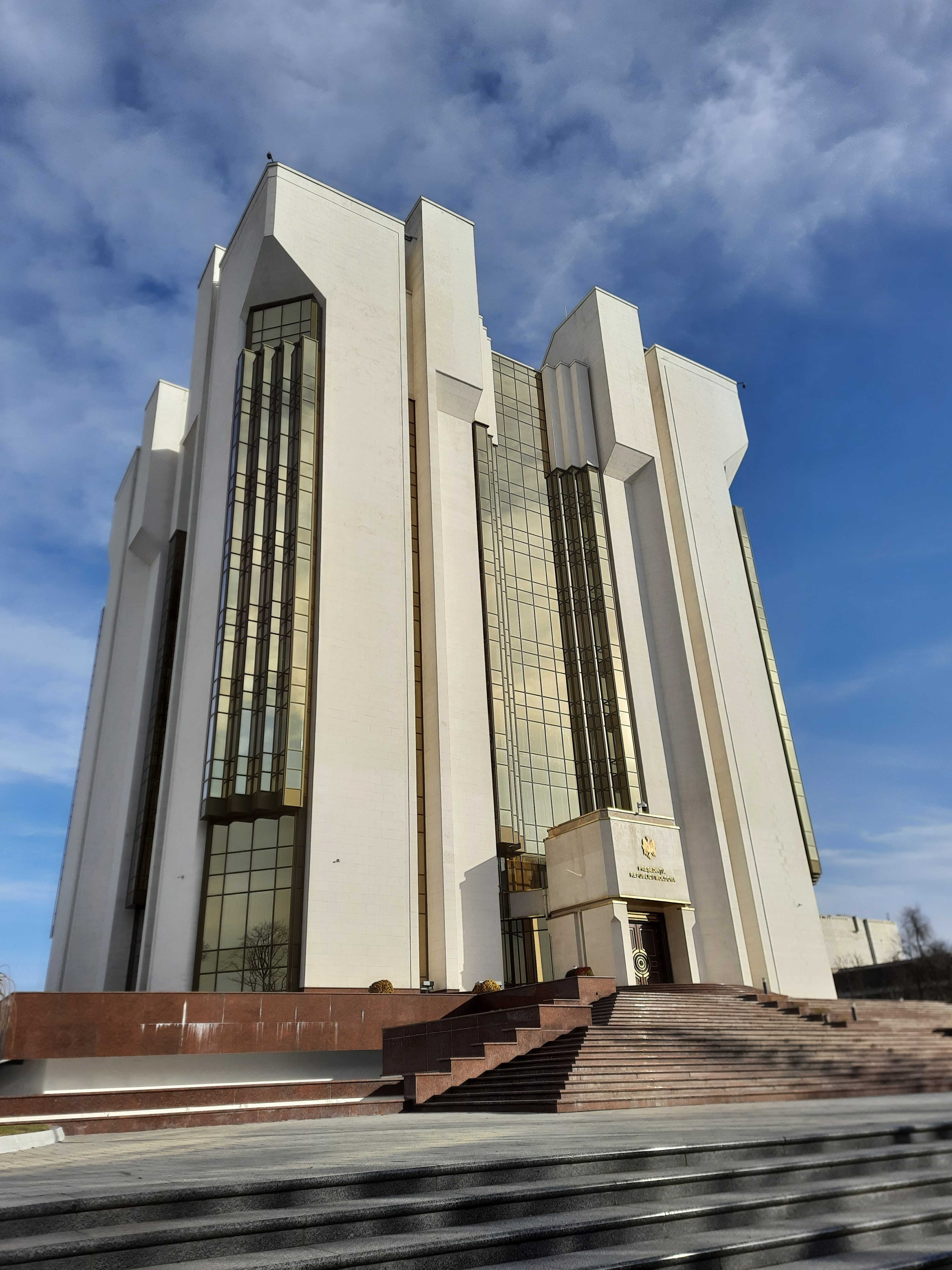
Palacio Presidencial en Chisináu

El Palacio Presidencial se encuentra en el Sector Buiucani de Chisináu. Fue construido entre 1984 y 1987 según el diseño de los arquitectos A. Zalțman y V. Iavorski. El edificio distintivo fue originalmente el lugar de reunión del Sóviet Supremo de la RSS de Moldavia.